# Múlatindur

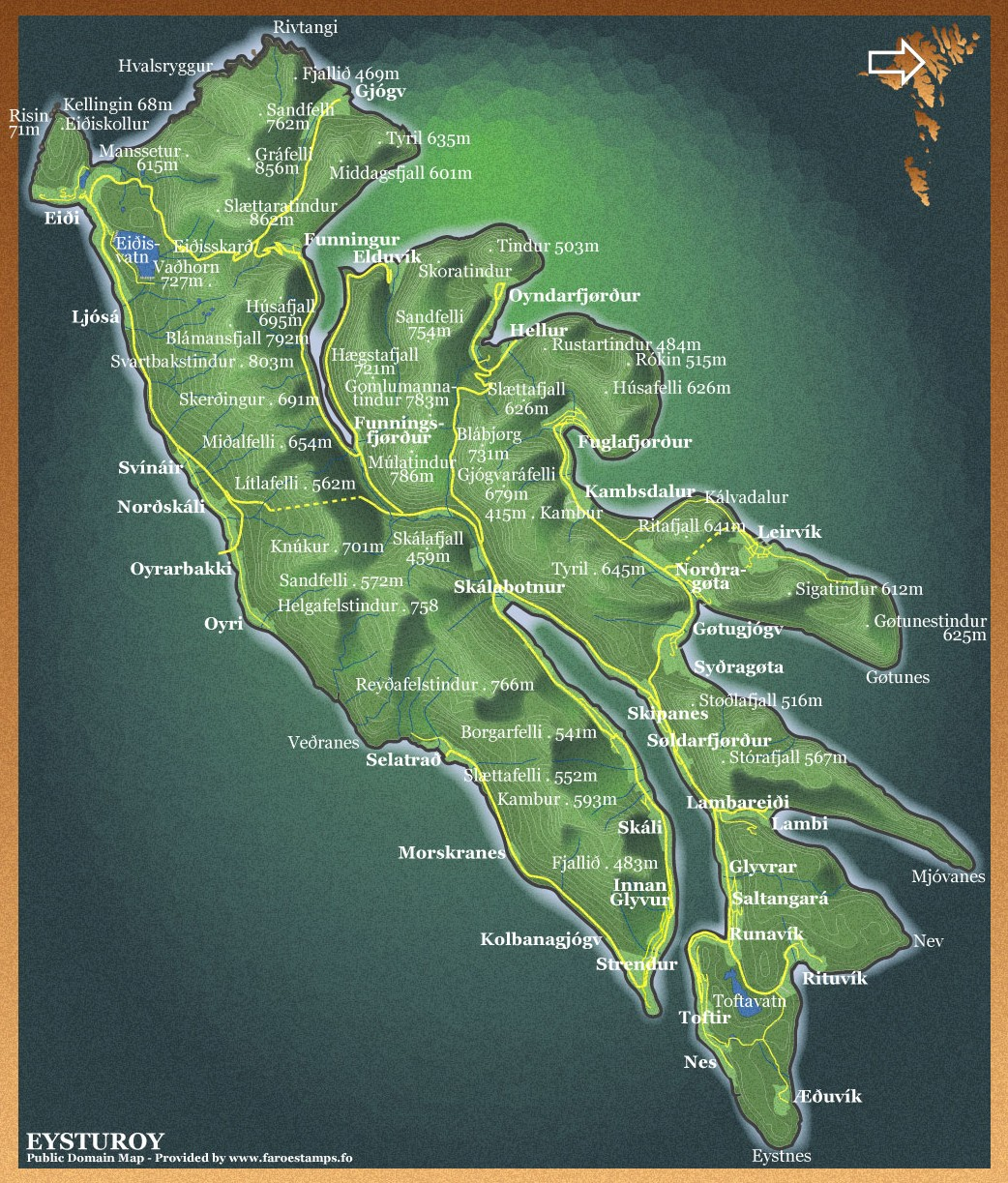
Karta över Eysturoy med Múlatindur utmärkt

Múlatindur är ett berg på ön Eysturoy i den norra delen av ögruppen Färöarna. Bergets högsta topp är 786 meter över havet vilket gör Múlatindur till öns femte högsta berg. Berget ligger i den centrala delen av ön, rakt söder från Gomlumannatindur.